# Улица Гетмана Кирилла Разумовского (Киев)
У́лица Гетмана Кирилла Разумовского (укр. ву́лиця Гетьмана Кирила Розумовського) — улица в Святошинском районе города Киева, местности Святошино, Академгородок, Авиагородок. Пролегает от Берестейского проспекта до конца застройки.
Примыкают улицы Ореста Васкула, Депутатская, Беличанская, Серповая, Яснополянская, бульвар Академика Вернадского, улица Александра Оксанченка, Бородянский переулок, улицы Авиаконструкторская, Владимира Гапоненко, Василия Степанченко и железная дорога Киев — Коростень.

## История
Улица возникла в середине XX века как цепь улиц: 61-й Новой и 258-й Новой и части 2-й Просеки (от проспекта Победы до Беличанской улицы). В 1958—1980 годах — Бородянская улица. С 1980 по 2024 год называлась в честь советского пилота Н. Ф. Краснова . В январе 2024 года в ходе дерусификации улица получила свое современное название в честь последнего гетмана Войска Запорожского Кирилла Григорьевича Разумовского.